# چنار ۹۳۰۹
سیارک ۹۳۰۹ (به انگلیسی: 9309 Platanus، نامگذاری:1987SS9) نه هزار و سیصد و نهمین سیارک کشف شده‌است که در ۲۰ سپتامبر ۱۹۸۷ کشف شد.
قدر مطلق سیارک برابر ۱۳٫۳۰ است.